# William Walters
 (décembre 2018).
Si vous disposez d'ouvrages ou d'articles de référence ou si vous connaissez des sites web de qualité traitant du thème abordé ici, merci de compléter l'article en donnant les références utiles à sa vérifiabilité et en les liant à la section « Notes et références ».
William E. Walters alias « Bronco Bill » (1869 - 16 juin 1921) était un hors-la-loi durant les derniers jours de la Conquête de l'Ouest. Il est surtout connu pour la légende de son « trésor perdu », qui se trouverait dans la région de Solomonville, en Arizona.

## Biographie
Bill Walters est né à Fort Sill, dans le territoire de l'Oklahoma. Il a travaillé presque toute sa jeunesse en tant que cow-boy, puis a travaillé à l'entretien des voies ferrées pour la Santa Fe Railroad. Peu de temps après être entré au service de la compagnie, Walters a été impliqué dans des attaques de trains et des vols de diligences. Il a fait partie du gang de Black Jack Ketchum vers 1893, où il aurait commis au moins deux meurtres. Il a rapidement persuadé certains membres du gang de partir avec lui et de former leur propre gang en se concentrant sur le vol des cargaisons de Wells Fargo. Ce sera dans cette entreprise qu'il connaîtra ses plus grands succès.
Entre 1894 et 1897, Walters a dévalisé un certain nombre de cargaisons, en commettant plusieurs meurtres. Le montant de son butin prétendu par sa légende est vraisemblablement exagéré. Cependant, selon la légende, Walters a commencé à cacher son butin dans un endroit secret près de Solomonville, non loin du repaire de son gang. En juillet 1898, après une tentative de vol infructueuse à Grants, au Nouveau-Mexique, au cours de laquelle le gang a été repoussé par des coups de feu tirés par les gardes, les marshals Jeff Milton et George Scarborough, ont traqué puis capturé Walters et ont dispersé son gang de leur repaire, tuant un autre membre du gang.
Walters a été reconnu coupable de ses crimes et condamné à perpétuité. Wells Fargo n'a jamais récupéré le butin volé, ce qui a conduit à la légende. Walters a été libéré de prison en 1917 et, bien que cela ne soit pas certain, il ne serait jamais revenu à Solomonville, probablement parce qu'il n'y avait en réalité aucun « trésor perdu » à récupérer. Il s'est installé à Hachita, au Nouveau-Mexique, dans une petite communauté d'éleveurs, où il a travaillé comme cow-boy.
Il est décédé le 16 juin 1921 après être tombé d'un moulin à vent alors qu'il effectuait des réparations.